# Heliport Tresco
Heliport Tresco – heliport w Wielkiej Brytanii w archipelagu Scilly na wyspie Tresco. Służy do obsługi połączeń helikopterowych z Penzance.